# Марк Стоун
Марк Стоун (англ. Mark Stone; нар. 13 травня 1992, Вінніпег) — канадський хокеїст, крайній нападник клубу НХЛ «Вегас Голден Найтс». Гравець збірної команди Канади.

## Ігрова кар'єра
Уродженець Вінніпега хокейну кар'єру розпочав 2008 року в ЗХЛ виступами за юніорську команду «Брендон Вет Кінгс». За клуб з Брендона відіграв чотири сезони.
2010 року був обраний на драфті НХЛ під 178-м загальним номером командою «Оттава Сенаторс». У складі «сенаторів» дебютував в матчі плей-оф 21 квітня 2013 зробивши результативну предачу на Джейсона Спецца. Більшість часу наступного сезонгу провів у складі фарм-клубу «Бінгхемптон Сенаторс». У сезоні 2013/14 Марк відіграв за основу «Оттави» 19 матчів у регулярній першості НХЛ.
Сезон 2014/15 Стоун повністю відіграв у складі «сенаторів». 23 квітня 2015 його номінують на Пам'ятний трофей Колдера, який дістається Аарону Екбладу з «Флорида Пантерс».
25 червня 2015 Марк укладає новий контракт з «Оттавою».
Шість матчів сезону 2015/16 Стоун пропустив через травму.
Під час сезону 2018/19 не домовившись з «сенаторами» про умови контракту потрапив під обмін між клубами «Оттава Сенаторс» та «Вегас Голден Найтс». 8 березня 2019 він офіційно підписав восьмирічний контракт з «золотими лицарями». 14 квітня 2019 Марк став автором першого хет-трику в НХЛ у матчі проти «Сан-Хосе Шаркс» 6–3. 17 квітня 2019 номінований на Приз Франка Селке.

## На рівні збірних
У складі молодіжної збірної Канади став бронзовим призером чемпіонату світу 2012.
З 2016 залучається до лав національної збірної Канади, чемпіон світу 2016 року, срібний призер 2019 року.

## Нагороди та досягнення
- Найцінніший гравець чемпіонату світу — 2019.
- Учасник матчу всіх зірок НХЛ — 2022.
- Володар Кубка Стенлі в складі «Вегас Голден Найтс» — 2023.[10]

## Родина
Брат Майкл Стоун також хокеїст.

## Статистика

### Клубні виступи
| Сезон        | Клуб                   | Ліга         | Регулярний сезон | Регулярний сезон | Регулярний сезон | Регулярний сезон | Регулярний сезон | Плей-оф | Плей-оф | Плей-оф | Плей-оф | Плей-оф |
| Сезон        | Клуб                   | Ліга         | І                | Г                | П                | О                | ШХ               | І       | Г       | П       | О       | ШХ      |
| ------------ | ---------------------- | ------------ | ---------------- | ---------------- | ---------------- | ---------------- | ---------------- | ------- | ------- | ------- | ------- | ------- |
| 2008–09      | «Брендон Вет Кінгс»    | ЗХЛ          | 56               | 17               | 22               | 39               | 27               | 12      | 1       | 3       | 4       | 4       |
| 2009–10      | «Брендон Вет Кінгс»    | ЗХЛ          | 39               | 11               | 17               | 28               | 25               | 15      | 1       | 3       | 4       | 4       |
| 2010–11      | «Брендон Вет Кінгс»    | ЗХЛ          | 71               | 37               | 69               | 106              | 28               | 6       | 1       | 9       | 10      | 4       |
| 2011–12      | «Брендон Вет Кінгс»    | ЗХЛ          | 66               | 41               | 82               | 123              | 22               | 8       | 2       | 4       | 6       | 6       |
| 2011–12      | «Оттава Сенаторс»      | НХЛ          | —                | —                | —                | —                | —                | 1       | 0       | 1       | 1       | 0       |
| 2012–13      | «Бінгхемптон Сенаторс» | АХЛ          | 54               | 15               | 23               | 38               | 14               | 3       | 1       | 2       | 3       | 0       |
| 2012–13      | «Оттава Сенаторс»      | НХЛ          | 4                | 0                | 0                | 0                | 2                | 1       | 0       | 0       | 0       | 0       |
| 2013–14      | «Бінгхемптон Сенаторс» | АХЛ          | 37               | 15               | 26               | 41               | 6                | 4       | 1       | 3       | 4       | 0       |
| 2013–14      | «Оттава Сенаторс»      | НХЛ          | 19               | 4                | 4                | 8                | 4                | —       | —       | —       | —       | —       |
| 2014–15      | «Оттава Сенаторс»      | НХЛ          | 80               | 26               | 38               | 64               | 14               | 6       | 0       | 4       | 4       | 2       |
| 2015–16      | «Оттава Сенаторс»      | НХЛ          | 75               | 23               | 38               | 61               | 38               | —       | —       | —       | —       | —       |
| 2016–17      | «Оттава Сенаторс»      | НХЛ          | 71               | 22               | 32               | 54               | 25               | 19      | 5       | 3       | 8       | 20      |
| 2017–18      | «Оттава Сенаторс»      | НХЛ          | 58               | 20               | 42               | 62               | 10               | —       | —       | —       | —       | —       |
| 2018–19      | «Оттава Сенаторс»      | НХЛ          | 59               | 28               | 34               | 62               | 22               | —       | —       | —       | —       | —       |
| 2018–19      | «Вегас Голден Найтс»   | НХЛ          | 18               | 5                | 6                | 11               | 5                | 7       | 6       | 6       | 12      | 2       |
| 2019–20      | «Вегас Голден Найтс»   | НХЛ          | 65               | 21               | 42               | 63               | 27               | 20      | 7       | 10      | 17      | 6       |
| 2020–21      | «Вегас Голден Найтс»   | НХЛ          | 55               | 21               | 40               | 61               | 28               | 19      | 5       | 3       | 8       | 0       |
| 2021–22      | «Вегас Голден Найтс»   | НХЛ          | 37               | 9                | 21               | 30               | 8                | —       | —       | —       | —       | —       |
| 2022–23      | «Вегас Голден Найтс»   | НХЛ          | 43               | 17               | 21               | 38               | 10               | 22      | 11      | 13      | 24      | 8       |
| 2023–24      | «Вегас Голден Найтс»   | НХЛ          | 56               | 16               | 37               | 53               | 22               | 7       | 3       | 0       | 3       | 2       |
| Усього в НХЛ | Усього в НХЛ           | Усього в НХЛ | 640              | 212              | 355              | 567              | 215              | 102     | 37      | 40      | 77      | 40      |

### Збірна
| Рік                | Команда            | Турнір             | Місце              | І  | Г  | П  | О  | ШХ |
| ------------------ | ------------------ | ------------------ | ------------------ | -- | -- | -- | -- | -- |
| 2009               | Канада Захід       | U17                | 4-е                | 6  | 2  | 5  | 7  | 0  |
| 2012               | Канада             | МЧС                | 3                  | 6  | 7  | 3  | 10 | 2  |
| 2016               | Канада             | ЧС                 | 1                  | 10 | 4  | 6  | 10 | 6  |
| 2019               | Канада             | ЧС                 | 2                  | 10 | 8  | 6  | 14 | 0  |
| Молодіжна збірна   | Молодіжна збірна   | Молодіжна збірна   | Молодіжна збірна   | 12 | 9  | 8  | 17 | 2  |
| Національна збірна | Національна збірна | Національна збірна | Національна збірна | 20 | 12 | 12 | 24 | 6  |